# Broddnäbbmossa
Broddnäbbmossa (Rhynchostegium confertum) är en bladmossart som först beskrevs av Carl August Julius Milde, och fick sitt nu gällande namn av Podpe. Broddnäbbmossa ingår i släktet näbbmossor, och familjen Brachytheciaceae. Inga underarter finns listade i Catalogue of Life.